# Оксенкопф (Ліхтенштейн)
Оксенкопф (нім. Ochsenkopf) — гора в Ліхтенштейні, висотою — 2 286 м. Ця гора належить до гірського масиву Ретікон в Східних Альпах, поблизу австійсько-ліхтенштейнського пограниччя.
Гора розташована в східній частині Ліхтенштейну. На схід від столиці країни — Вадуца, в її підніжжі розкинулася комуна-община Трізенберг і головний гірськолижний курорт країни в селі Мальбун та історична місцина — село Штег.